# Circuit du livre
Le terme circuit du livre désigne les diverses opérations que doit subir un livre avant sa mise en rayon en bibliothèque.
Toute bibliothèque est appelée à accroitre ses collections pour pouvoir répondre aux besoins des usagers lecteurs). Cet accroissement se traduit par des acquisitions à titre gratuit (dons, legs, dépôt légal, échanges) et celles à titre onéreux (achat).

## Pointage et la vérification
Si les livres viennent d'une librairie, on pointe la commande, c'est-à-dire que l'on vérifie si les livres reçus correspondent aux livres commandés. Ce travail se fait avec le bordereau de livraison et conditionne le paiement de la facture.

## Estampillage et collationnement
Le livre est estampillé, ce qui signifie qu'on appose la marque de la bibliothèque sur un certain nombre de pages pour prouver l'appartenance de l'ouvrage à la bibliothèque. On vérifie en même temps la pagination. Tout livre défectueux doit être retourné à la librairie pour échange.

## Enregistrement
Le livre est ensuite inscrit sur le registre d'entrée-inventaire avec les indications (numéro d'entrée, nom de l'auteur ou des auteurs, titre du livre, éditeur, année d'édition, prix ou don). Le numéro d'ordre est porté au dos de la page du livre.

## Catalogage-indexation
Le livre est catalogué, c'est-à-dire que l'on crée sa fiche selon les normes ISO, AFNOR, AARC2, etc. L'indexation consiste à choisir les mots-clés qui décrivent les contenus du livres avec leurs indices de classification (DEWEY, CDU...). Une cote est attribuée au livre : elle comporte les trois premières lettres du nom de l'auteur et le numéro de l'indice de classification adopté. Elle indique l'emplacement exact du livre sur les rayons de la bibliothèque.

## Reliure et plastification
Le livre est enfin relié ou plastifié en fonction de sa valeur et du budget de la bibliothèque avant d'être rangé sur les rayons. De nos jours avec le développement des technologies de l'information et de la communication, il peut être équipé de puces électroniques contre le vol de documents.